# Русская школа
«Русская школа» — педагогический журнал Российской империи, который был основан российским педагогом и историком Яковом Григорьевичем Гуревичем в январе 1890 года. До (включительно) 1906 г. журнал издавался с подзаглавием российский общепедагогический журнал для школы и семьи, а с 1907 по 1917г. — российский общепедагогический журнал для учителей и деятелей по народному образованию. 
Яков Григорьевич Гуревич и был первым издателем и редактором журнала до 1892г., а затем всего лишь остался издателем, а саму редакцию журнала передал своему сыну — Якову Яковлевичу Гуревичу. Со второго номера за 1906г. Я. Я. Гуревич полностью отвечал за журнал, то есть был тогда не только редактором, но и издателем журнала.
Относясь с одинаковым вниманием к образованию классическому и реальному, высшему и начальному, женскому и профессиональному, журнал «Русская школа» разрабатывал вопросы, наиболее интересовавшие русское общество конца XIX века. 
В журнале регулярно велись следующие отделы: 
- Правительственные распоряжения по учебному ведомству;
- История обучения и воспитания (статьи по всеобщей истории педагогики, по истории русской школы, воспоминания, биографии выдающихся русских педагогов);
- Теория и практика воспитания и обучения;
- Отдел критики и библиографии (обзоры руководств по педагогике и методике).

В журнале принимали участие лучшие педагогические и литературные силы Российской империи — И. Ф. Анненский, П. И. Вейнберг, П. Ф. Лесгафт, А. К. Шеллер-Михайлов, А. М. Калмыкова, проф. О. Д. Хвольсон, врач М. И. Покровская, проф. И. И. Мечников, В. Острогорский, И. Бодуэн де Куртенэ, Н. В. Чехов и мн. др..
Издавался по 1917 год.